# Sarmento de Beires

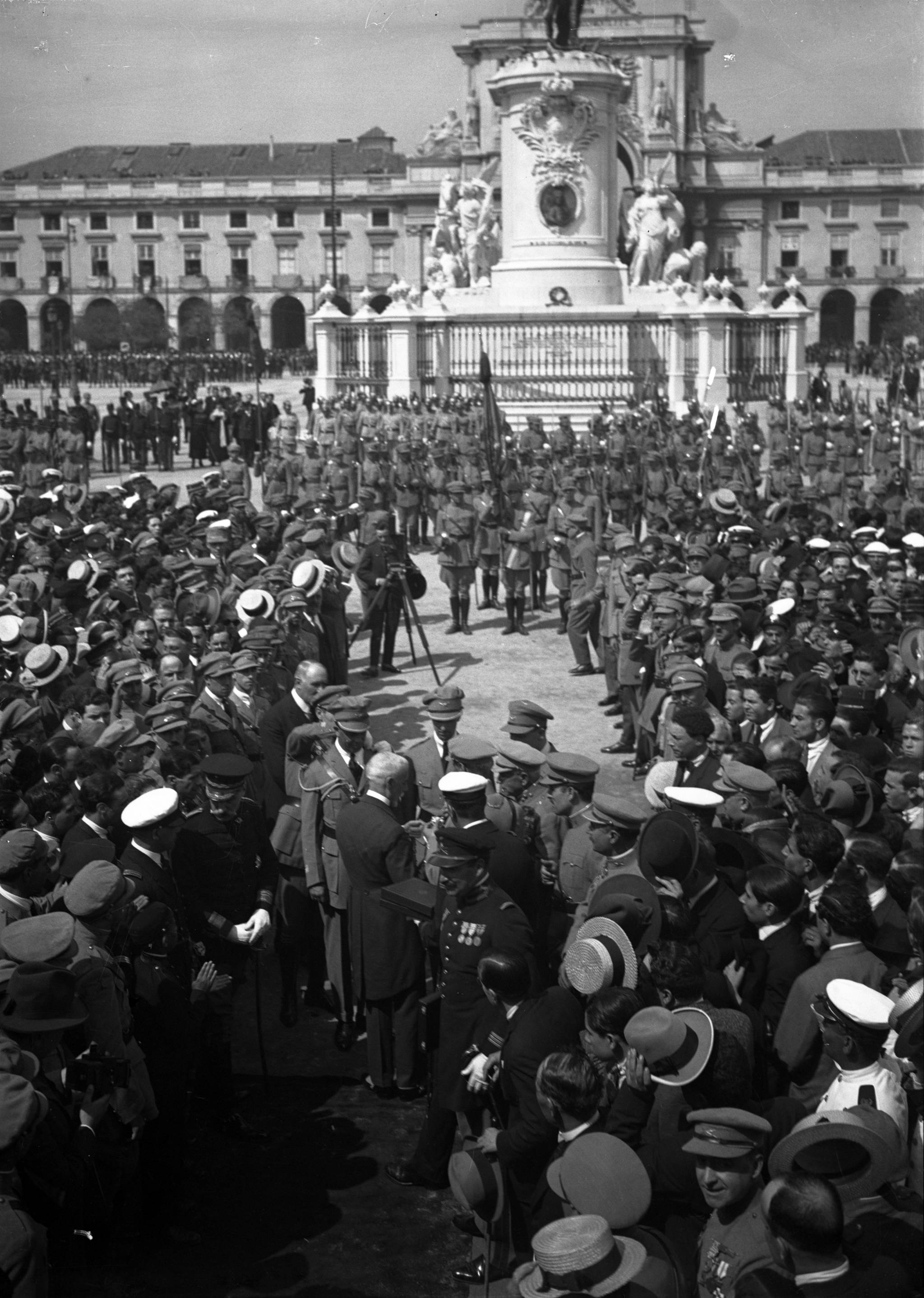
Powitanie załogi Pátrii w Brito Pais, Sarmento de Beires i Manuela Gouveia – 1924

José Manuel Sarmento de Beires (ur. 4 września 1892 w Lizbonie, Lapa, zm. 8 czerwca 1974 w Porto, Ramalde, Casa de Saúde da Carcereira) – portugalski lotnik, poeta, major armii portugalskiej, pionier lotnictwa. Zasłynął pierwszym nocnym przelotem nad południowym Atlantykiem.

## Życiorys
Był synem José de Beires i Marii do Patrocínio de Castro Ferreira Sarmento. Ukończył Kolegium Wojskowe. Dyplom pilota uzyskał 10 maja 1917 na sesji zorganizowanej przez lizbońskie Towarzystwo Geograficzne jako jeden z pierwszych 13 licencjonowych pilotów portugalskich.
25 marca 1920 poślubił Marię Luísę Lalande, jednak małżeństwo nie przetrwało próby czasu. Małżonkowie rozwiedli się. Po konserwatywnym zamachu stanu w maju 1926 roku występował przeciwko reżimowi Nowego Państwa.
W kwietniu 1927 roku jako pierwszy przeleciał nocą nad południowym Atlantykiem. Za swój wyczyn został uhonorowany Orderem Wieży i Miecza.
Korespondował z Marią Pawlikowską-Jasnorzewską, z którą po spotkaniu w Paryżu wdał się w gorący romans.
W 1928 roku uczestniczył w ostatnim nieudanym powstaniu przeciwko dyktaturze, po czym wyjechał do Brazylii.
Ożenił się po raz drugi 9 stycznia 1958 z Lucílią Heleną Guimarães Lima. 11 czerwca 1964 został odznaczony Orderem Imperium. Powrócił do Portugalii po Rewolucji Goździków.

## Przelot Lizbona-Makau
W 1924 Brito Pais, Sarmento Beires wraz z Manuelem Gouveia odbyli samolotem Pátria (port. Ojczyzna) starując z Campo dos Coitos koło Milfontes pierwszy przelot na trasie Portugalia-Makau. W trakcie przelotu nad Indiami doszło do katastrofy, w której ucierpiał samolot. Po czym dzięki kampanii kolonii portugalskiej w Indiach pozyskano fundusze na nową maszynę ochrzczoną Pátria II, którą piloci dokończyli przelot.

## Nocny przelot nad południowym Atlantykiem

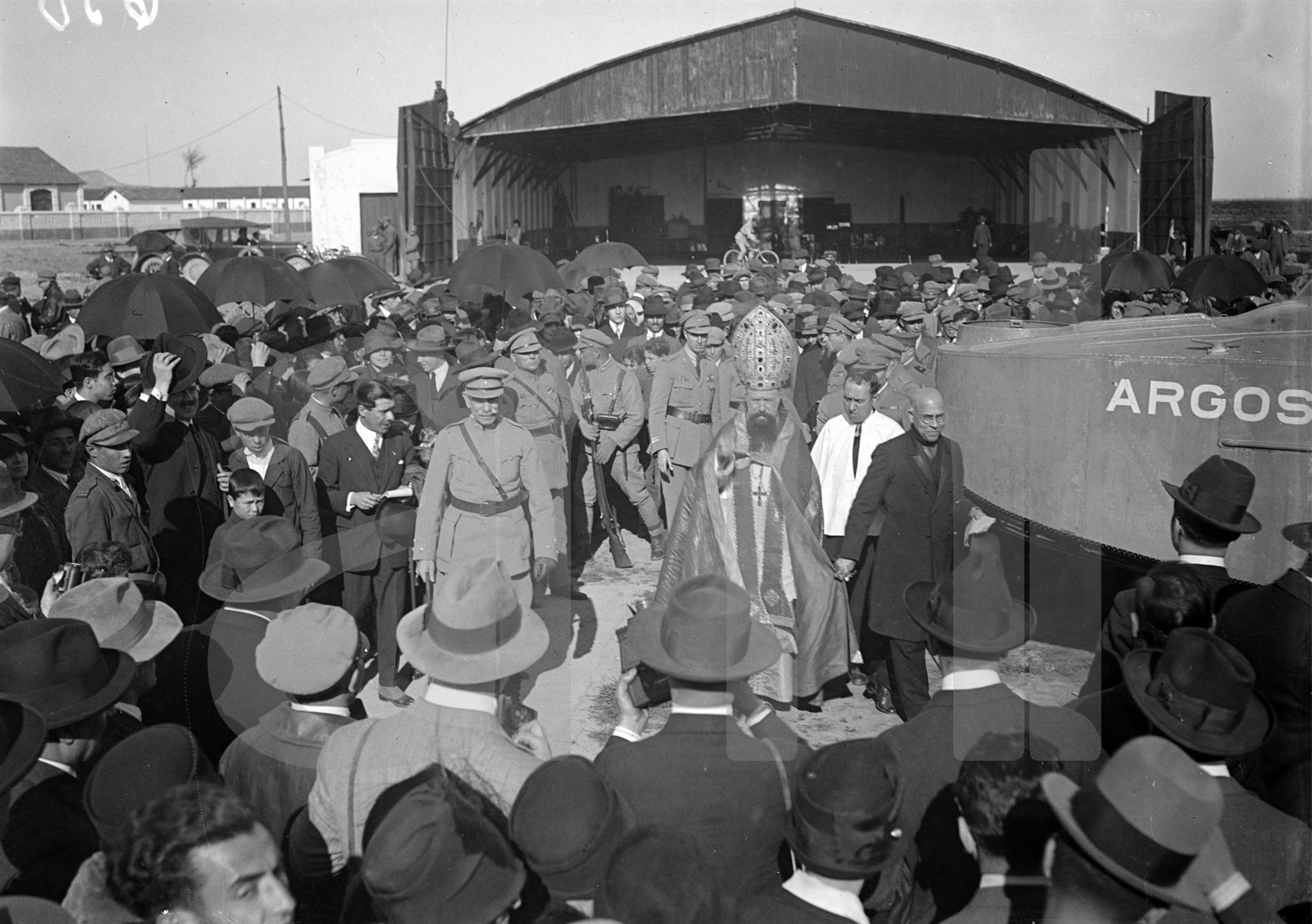
Chrzest Argos – 1927.

W 1924 podjął przygotowania do powietrznego projektu przelotu dookoła świata, wymyślonego przez Sacadura Cabrala, celem powtórzenia wyczynu morskiej podróży Ferdynanda Magellana 4 wieki wcześniej. W tym celu pozyskał metalowy wodnosamolot Dornier Do J (Wal) z dwoma silnikami Lorraine-Dietrich o mocy 450 KM ochrzczony Argos. Podróż rozpoczęła się 7 marca 1927 przelotem na trasie Alverca-Casablanca. Oprócz Sarmento w skład załogi wchodzili drugi pilot Duvalle Portugal, nawigator Jorge de Castilho oraz mechanik Manuel Gouveia. W Bolamie problemy techniczne uniemożliwiły wylot i Duvalle poświęcił się zostając na ziemi, aby zmniejszyć obciążenie maszyny. Pomimo nieustających usterek 16 marca o 18:08 wylecieli ku Brazylii. W czasie lotu Gouveia musiał dwukrotnie ratować samolot, któremu zawodził dopływ paliwa do silnika. Castilho skierował najpierw maszynę ku Wyspom Świętego Piotra i Pawła, skąd skierowali się ku Fernando de Noronha. Przybyli tam o 12:20 pokonawszy 2595 km w ciągu 18 godzin i 12 minut lotu.
Dalej lot kontynuowali do Recife, następnie Natalu i Rio de Janeiro. W Rio Sarmento zanotował w dzienniku: "Pobiliśmy rekord. Przemawialiśmy 14 razy w ciągu 12 godzin." Podróż została przerwana na żądanie portugalskiej dyktatury, która telegraficznie zażądała powrotu do kraju.
Powrót do Lizbony odbył się statkiem ze względu na uszkodzenia samolotu.